# Q'orianka Kilcher
Q'orianka Waira Qoiana Kilcher (Schweigmatt (Zwarte Woud), 11 februari 1990) is een in Duitsland geboren Amerikaanse actrice van Peruviaanse en Zwitserse afkomst. Ze won in 2005 een National Board of Review Award in de categorie 'vrouwelijke doorbraak', voor haar hoofdrol als Pocahontas in de historisch-biografische film The New World.
Q'orianka betekent 'gouden adelaar' in het Quechua.

## Filmografie

### Film
- 2000: How the Grinch Stole Christmas, als klein koorlid
- 2005: The New World, als Pocahontas
- 2009: Princess Kaiulani, als prinses Ka'iulani
- 2011: Shouting Secrets, als Pinti
- 2013: The Power of Few, als Alexa
- 2015: Ben & Ara, als Gabrielle
- 2015: Sky, als Missy
- 2017: Hostiles, als vrouw
- 2017: The Vault, als Susan Cromwell
- 2017: Te Ata, als Te Ata
- 2019: Dora and the Lost City of Gold, als prinses Kawillaka
- 2020: Color Out of Space, als Mayor Tooma
- 2022: Dog, als Niki
- 2024: The Life of Chuck, als Virginia "Ginny" Krantz

### Televisie
- 2010: Sons of Anarchy, als Kerrianne Telford
- 2011: Neverland, als Aaya
- 2012: Firelight, als Caroline Magabo
- 2012: The Killing, als Mary
- 2012: Longmire, als Ayasha Roundstone
- 2013: The Birthday Boys, als mooie inboorling
- 2018: The Alienist, als Mary Palmer
- 2019: Drunk History, als LaNada Means
- 2020: Yellowstone, als Angela Blue Thunder
- 2022: Spirit Rangers, als Ayatulutul (stemrol)

## Trivia
- Kilcher is het nichtje van singer-songwriter Jewel.